# Aurel, Vaucluse
Aurel är en kommun i departementet Vaucluse i regionen Provence-Alpes-Côte d'Azur i sydöstra Frankrike. Kommunen ligger i kantonen Sault som tillhör arrondissementet Carpentras. År 2022 hade Aurel 186 invånare.

## Befolkningsutveckling
Antalet invånare i kommunen Aurel
| Referens: INSEE |